# Hypericum thasium
Hypericum thasium är en johannesörtsväxtart som beskrevs av August Heinrich Rudolf Grisebach. Hypericum thasium ingår i släktet johannesörter, och familjen johannesörtsväxter. Inga underarter finns listade i Catalogue of Life.

## Bildgalleri

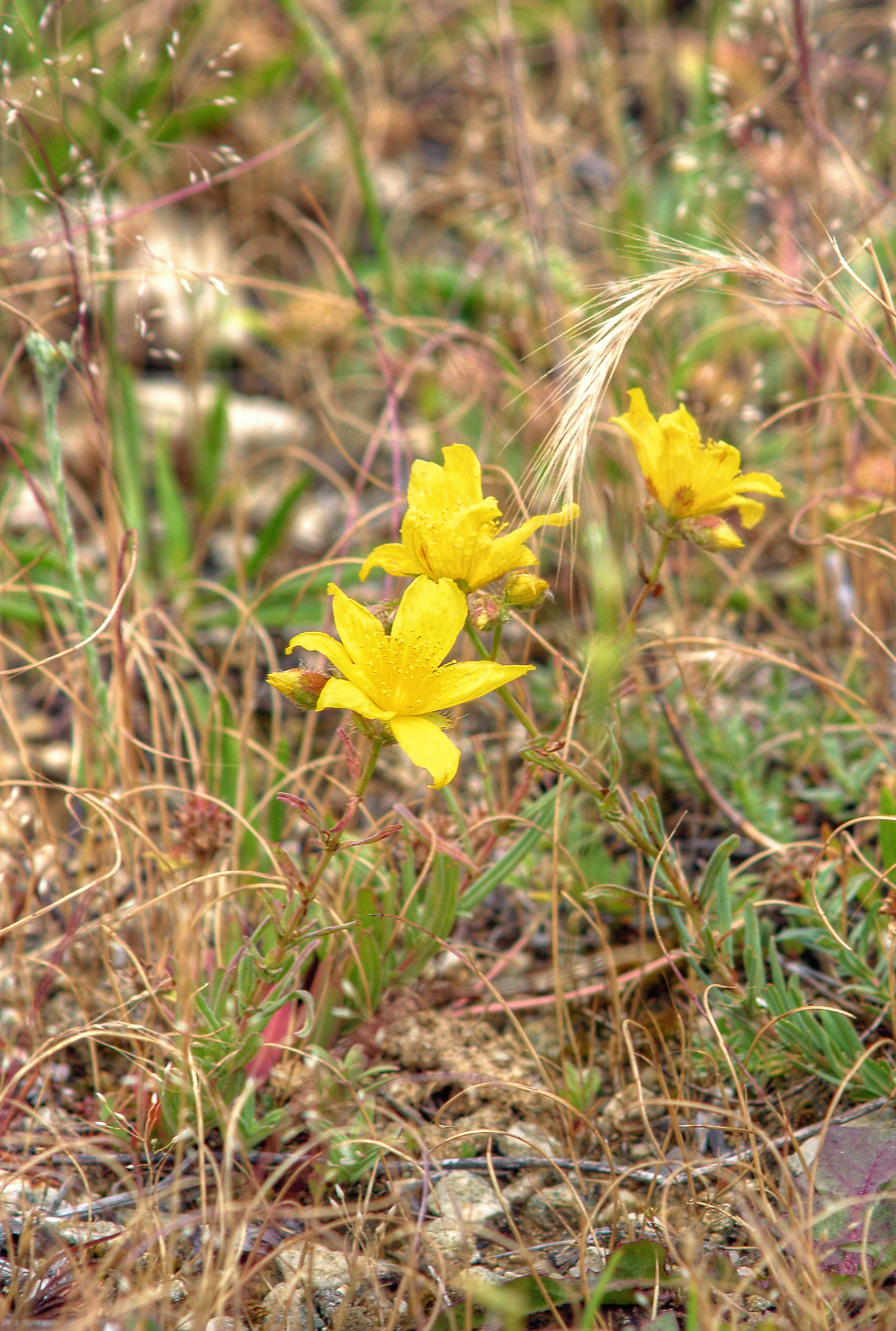